# Jan Justynian Niemirowicz Szczytt
Jan Justynian Niemirowicz Szczytt (Szczytt-Niemirowicz / Szczytt) herbu Jastrzębiec (ur. 26 sierpnia 1705, zm. 14 lutego 1767) – kasztelan inflancki (1754–1760), fundator kościoła w Justynianowie i klasztoru Dominikanów w Wołyńcach

## Życiorys
Syn Konstantego Marcjana (ok. 1649–1712) i jego drugiej żony Iluminaty z Frąckiewiczów-Radzimińskich (zm. 1715), córki ciwuna wieszwiańskiego Dawida i Elżbiety z Grotkowskich. Wnuk Justyniana Niemirowicza-Szczytta. Bratanek kasztelana smoleńskiego Krzysztofa Benedykta Niemirowicza-Szczytta. Brat stryjeczny kasztelana mścisławskiego Józefa i Marcina Niemirowiczów-Szczyttów.
W 1744 jako starosta i poseł połocki przyczynił się do zerwania sejmu grodzieńskiego. Stronnik Sapiehów i Familii. W 1754 został kasztelanem inflanckim. Z urzędu tego zrezygnował w 1760 na rzecz Hylzena.
Dziedzic znacznych dóbr. Rezydował w Justynianowie, gdzie utrzymywał liczny dwór i oddział żołnierzy nadwornych oraz ufundował kościół i kaplicę. Wspólnie ze starszym bratem Antonim oraz Jerzym Szczyt-Zabielskim i jego żoną Anną Hłasko ufundowali klasztor OO. Dominikanów w Wołyńcach.
W 1728 poślubił Helenę z Rypińskich I v. za Aleksandrem Rudominą-Dusiatskim, córkę pisarza ziemskiego połockiego Bazylego i Doroty z Korętelów. Z pierwszego małżeństwa miał zmarłego młodo syna Józefa (pochowanego w Uszaczu w kościele OO. Bazylianów fundacji dziada D. Frąckiewicza-Radzimińskiego) i córkę Dorotę – od 1775 żonę Jana Szadurskiego.
W 1733 ożenił się powtórnie z Barbarą z Chomińskich I v. za starostą markowskim Kazimierzem Kociełłem, córką pisarza wielkiego litewskiego Ludwika Jakuba Chomińskiego i chorążanki oszmiańskiej Anny z Koziełł-Poklewskich – pasierbicy Leona Kazimierza ks. Ogińskiego i wnuczki Samuela Hieronima Kociełła. Z drugiego małżeństwa miał syna Justyniana.
Ojczym gen. Tadeusza Kociełła.
Zmarł w 1767. Został pochowany w kościele Dominikanów w Wołyńcach, gdzie wzniesiono mu marmurowy pomnik z jego podobizną.